# Move to Heaven
Move to Heaven (무브 투 헤븐: 나는 유품정리사입니다?, Mubeu tu hebeun: Naneun yupumjeongnisa-imnidaLR; lett. "Move to Heaven: Sono un organizzatore di ricordini") è una serie televisiva sudcoreana distribuita da Netflix il 14 maggio 2021.

## Trama
Geu-ru, un giovane con la sindrome di Asperger, e suo zio, l'ex detenuto Sang-gu, si incontrano per la prima volta dopo la morte improvvisa del padre di Geu-ru. Nominato tutore del nipote, Sang-gu lo aiuta a gestire l'azienda di famiglia "Move to Heaven", che si occupa della rimozione di traumi: nel farlo scoprono storie mai raccontate sui defunti, e Sang-gu cerca di scendere a patti con il passato doloroso condiviso con suo fratello e l'incidente che lo fece arrestare.

## Personaggi e interpreti
- Cho Sang-gu, interpretato da Lee Je-hoon
- Han Geu-ru, interpretato da Tang Jun-sang
- Yoon Na-mu, interpretata da Hong Seung-hee

## Produzione
La serie è ispirata al saggio Cose lasciate indietro di Kim Sae-byul, un "ripulitore di traumi", ovverosia una persona specializzata nel pulire le case di coloro che sono morti da soli e isolati, venendo scoperti soltanto giorni dopo il decesso. Dopo aver trovato il libro nel 2015, la sceneggiatrice Yoon Ji-ryeon ha contattato Kim e l'ha seguito nello svolgimento del suo lavoro, interrogandosi su come fosse stata la vita del defunto mentre osservava Kim riporne gli oggetti.

## Riconoscimenti
- APAN Star Award[4]
  - 2022 – Miglior nuovo attore a Tang Jun-sang
- Asia Contents Awards & Global OTT Award[5][6]
  - 2021 – Miglior creativo
  - 2021 – Miglior attore a Lee Je-hoon
  - 2021 – Miglior sceneggiatore a Yoon Ji-ryeon
  - 2021 – Candidatura Miglior originale OTT
  - 2021 – Candidatura Creatività oltre frontiera
  - 2021 – Candidatura Miglior Miglior nuovo attore a Tang Jun-sang
- Asian Academy Creative Award[7][8]
  - 2021 – Miglior attore protagonista a Lee Je-hoon
  - 2021 – Miglior serie drammatica
- Blue Dragon Series Award[9]
  - 2022 – Candidatura Miglior attore a Lee Je-hoon
- Director's Cut Award[10]
  - 2022 – Candidatura Miglior regista a Kim Sung-ho
  - 2022 – Candidatura Miglior sceneggiatura a Yoon Ji-ryeon